# Edgar Negret
Édgar Negret Dueñas (Popayán, 11 ottobre 1920 – Bogotà, 11 ottobre 2012) è stato uno scultore colombiano.
Insieme a Hugo Martínez González e Eduardo Ramírez Villamizar, hanno introdotto la scultura astratta e geometrica in Colombia nella metà del XX secolo. Le sue opere sono caratterizzate da un ampio uso di ferro e alluminio usati come materiali strutturali e formali, uniti attraverso dadi e viti. Le sue sculture sono caratterizzate anche dall'uso di elementi geometrici e dal rigore compositivo. Esistono varie sue sculture nello spazio pubblico di Bogotà, Medellín e Valencia.

## Biografia

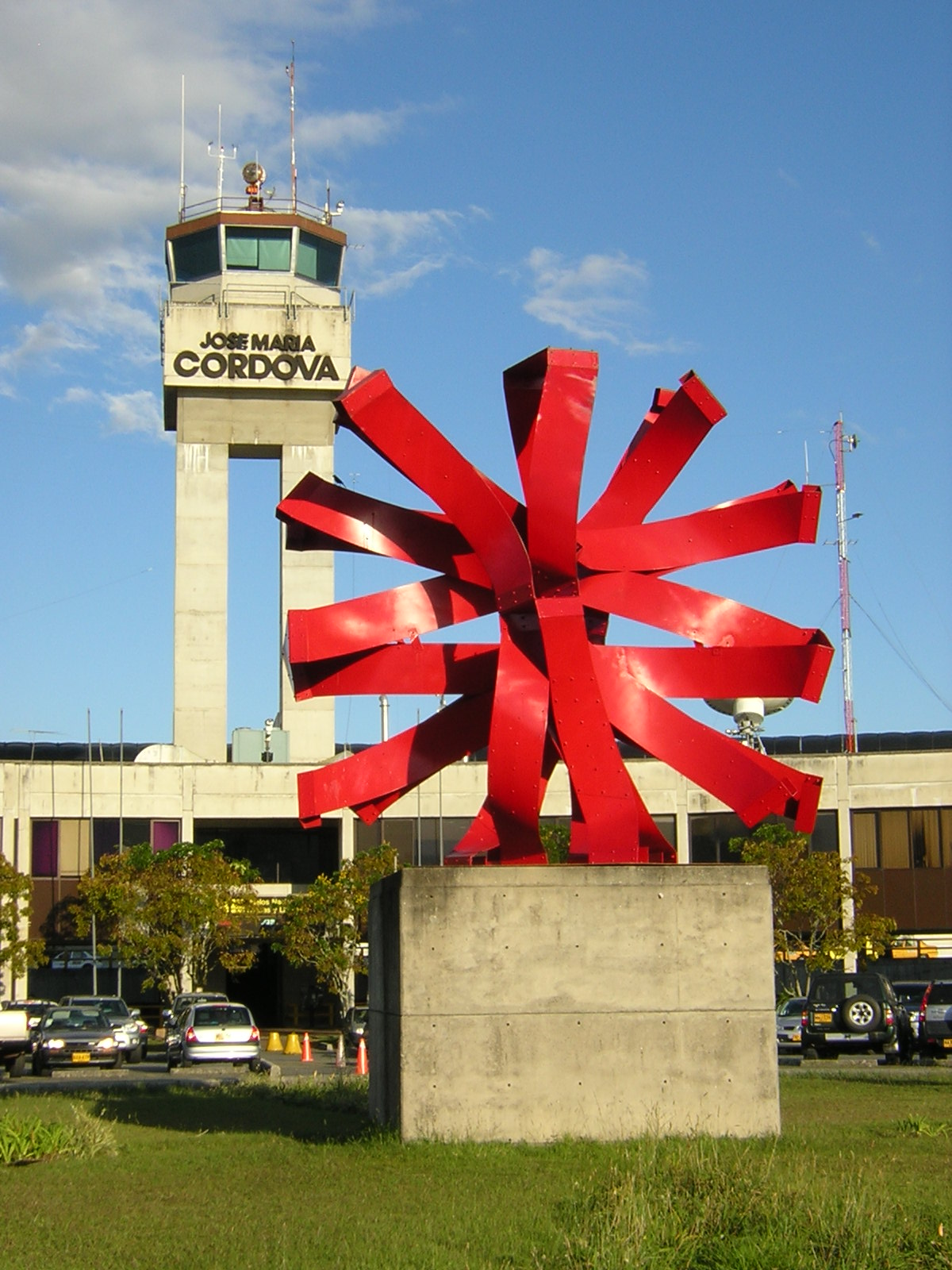
El sol, scultura situata nell'Aeroporto di Rionegro-José María Córdova, Rionegro (Antioquia).

Figlio del generale Rafael Negret Vivas e di María Dueñas, Negret ha studiato nella Scuola delle Belle Arti di Cali tra il 1938 e 1943. L'anno seguente ha conosciuto nella sua città natale lo scultore basco Jorge Oteiza, che lo ha aggiornato nel campo della scultura moderna.
Così, dopo le sue tipiche figure dritte o inclinate, realizzate nella scuola con una concezione convenzionale, Negret ha realizzato tra il 1944 e 1948 una serie di gessi di innegabile qualità, che anticipano la sua enorme inventiva. Sono teste (dei poeti Guillermo Valencia, Porfirio Barba-Jacob, Gabriela Mistral e Walt Whitman), alcuni soggetti religiosi (la Vergine, la Testa di Giovanni Battista, l'Ascensione di Gesù, la Mano di Dio e l'Annunciazione), alcuni soggetti mitologici (Tritone e Venere) e La ragazza alla finestra. Anche se nelle teste si riconoscono i personaggi, queste sculture sono essenzialmente astratte per essere innanzitutto forme essenziali, lontane dai dettagli.

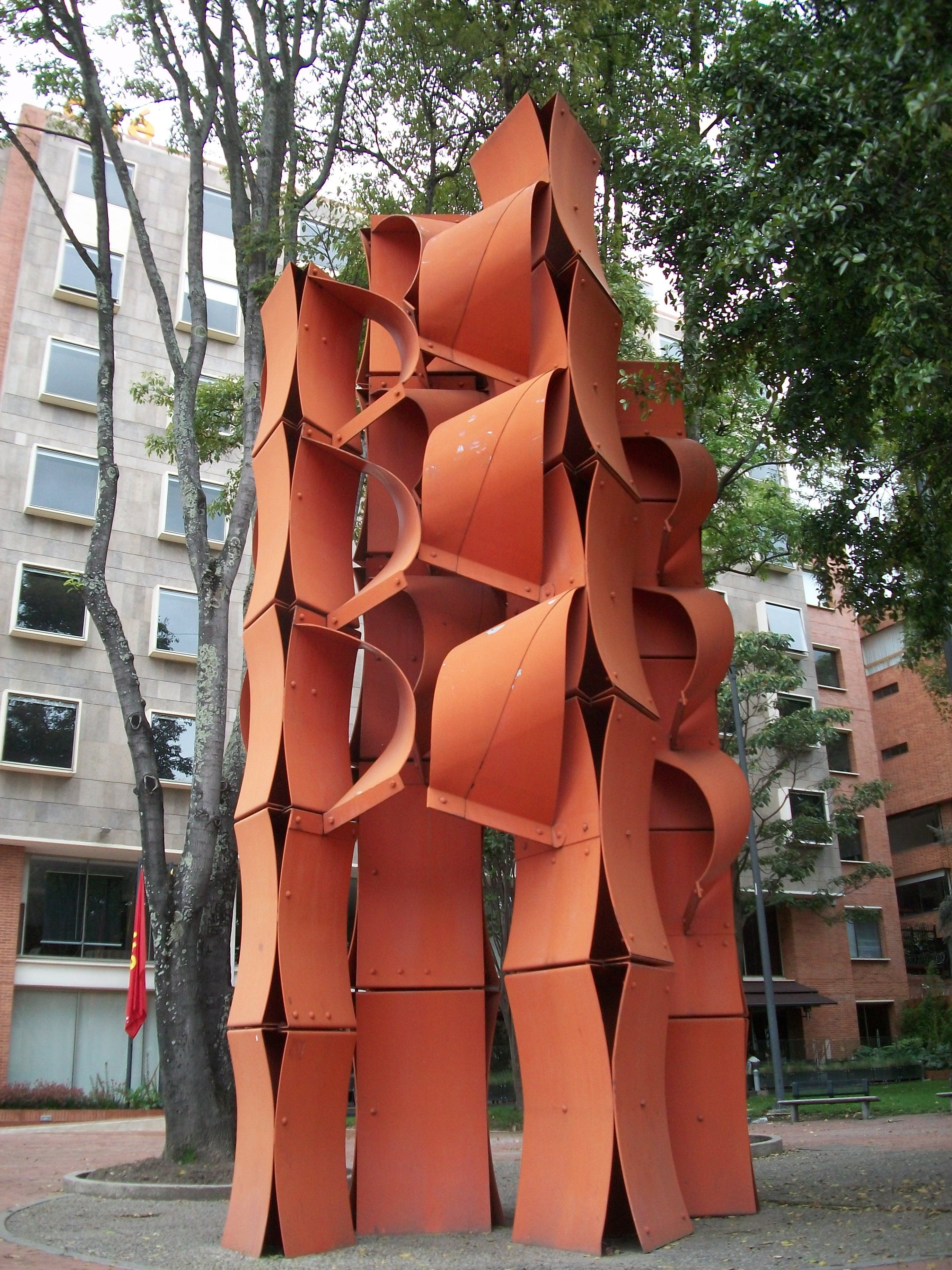
Cascata nel parco urbano El Virrey, Bogotà, Colombia.

Alla fine del 1948 Negret ha effettuato il suo primo viaggio a New York. Lì, oltre ad alcune ceramiche biomorfiche, ha realizzato le sue prime costruzioni. Tra loro risaltano Il nido e Viso di Cristo, entrambe del 1950. Sia nell’una che nell'altra, la lamina di metallo e il filo metallico alludono ai soggetti senza nessuna tendenza naturalista.
Nel 1949 Negret aveva realizzato un'altra scultura in metallo: Bicchiere con un fiore, un disegno costituito da una stecca di ferro che non soltanto rappresenta il soggetto ma delimita anche lo spazio reale. Dopo una breve stagione in Colombia, Negret ha viaggiato in Europa; ha vissuto a Parigi, Barcellona, Madrid, Maiorca e Saint-Germain-en-Laye, tra il 1950 e il 1955. Inizialmente ha continuato a lavorare con i gessi. In queste sculture l'astrazione predomina su qualsiasi allusione figurativa, così come lo confermano i titoli delle opere: “Direzione sud”, Omaggio a Gaudí, “Colonna commemorativa di un massacro”, ecc. Dopo aver visto a Parigi la retrospettiva postuma di Julio González nel 1953, Negret ha iniziato ad utilizzare il ferro.

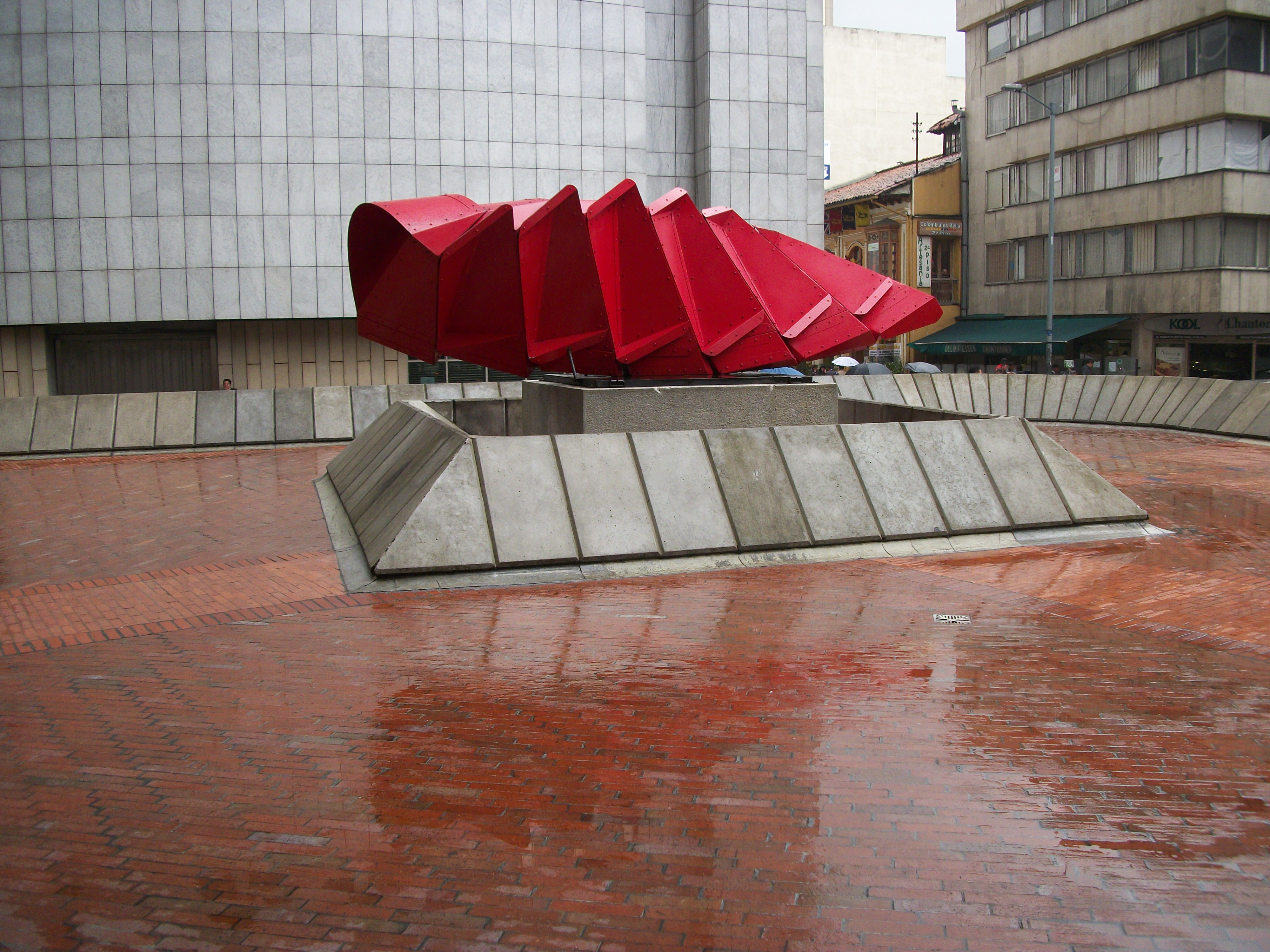
Dinamismo nella piazzetta della Procura di Bogotà.

Queste costruzioni realizzate a Palma di Maiorca, tra il 1953 e il 1954, già propongono apparecchi o macchine. Alla fine del 1955 e fino al 1963 Negret si è trasferito a New York. Durante questi anni ha prodotto la serie denominata Apparecchi magici, nella quale, per la prima volta, ha utilizzato l'alluminio (che da allora sarà il suo materiale esclusivo) e dopo aver cercato di unire i differenti pezzi con delle pieghe, ha deciso di utilizzare dadi e viti. La serie è caratterizzata dall'impiego di elementi geometrici e dal rigore compositivo; anche dal colore: le costruzioni sono dipinte di nero, bianco, rosso e blu. Nel 1962 ha esposto le sue Eclissi a Spoleto accanto agli scultori venezuelani Jesus Rafael Soto e Alejandro Otero.
Dopo quindici anni di assenza, Negret è ritornato in Colombia nel 1963, e da allora ha vissuto a Bogotà (dove già aveva esposto nel 1958 e nel 1962), con un corto intervallo a Cali tra il 1968 e il 1971. Nel 1963 ha partecipato al XV Salone Nazionale di Artisti della Colombia e ha vinto il primo premio in Scultura, con Sorvegliante celeste. Nel 1967 è tornato ad ottenere il primo premio nel XIX Salone Nazionale, con Capo Kennedy.
A giugno del 2009 ha realizzato la sua più grande opera retrospettiva nella Galería Mundo di Bogotà. Il 28 settembre del 2010, il Governo Nazionale della Colombia, in onore del novantesimo anniversario della sua nascita e dei 25 anni di realizzazione della sua Casa Museo a Popayán (Cauca), gli ha conferito il titolo di "Gran Orden Ministerio de Cultura".
Il 9 marzo 2017 è stata inaugurata la sua opera Horizonte paisaje agustiniano situata nel quartiere residenziale El Viñedo, nella città di Valencia, Carabobo, in Venezuela. È stata installata dal Sindaco di Valencia nel breve tratto “Paco Cabrera”. È un'opera di ferro, 10 metri di altezza e 16 tonnellate di peso ed è la più grande costruita dall'artista.